# Réserve naturelle régionale des tourbières du Morvan
La réserve naturelle régionale des tourbières du Morvan (RNR302) est une réserve naturelle régionale située en Bourgogne-Franche-Comté. Classée en 2015, elle occupe une surface de 266 hectares et protège douze tourbières remarquables du Morvan.

## Localisation

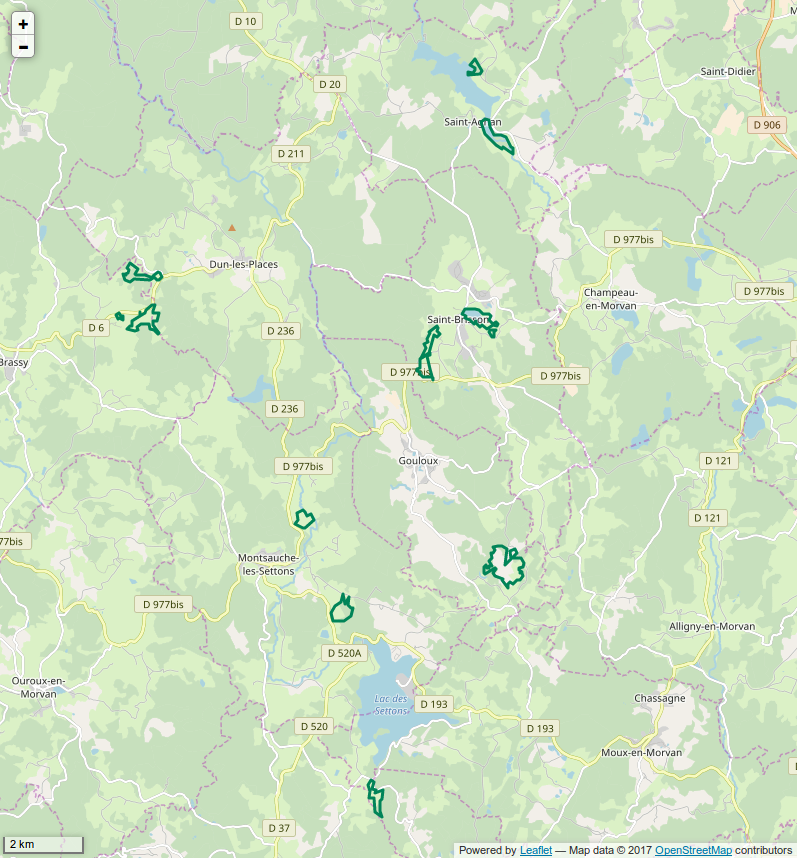
Périmètre de la réserve naturelle.

Le territoire de la réserve naturelle est dans les départements de la Nièvre et de Saône-et-Loire, sur les communes de Arleuf, Brassy, Dun-les-Places, Glux-en-Glenne, Gien-sur-Cure, Gouloux, Montsauche-les-Settons, Roussillon-en-Morvan, Saint-Agnan et Saint-Brisson. Il se compose de 14 secteurs distincts répartis sur une distance de 30 km qui protègent douze tourbières du massif du Morvan :
- Tourbière et étang de Préperny (6,97 ha) à Arleuf
- Prairies de Montour et Vaucorniau (42,48 ha) à Brassy et Dun-les-Places
- Tourbière du Port des Lamberts et sources de l'Yonne (22,28 ha) à Glux-en-Glenne
- Tourbière de Montbé (59,05 ha) à Gouloux
- Tourbières de Champgazon (21,02 ha) et du Furtiau (13,6 ha) à Montsauche-les-Settons
- Pré des Vernois (15,71 ha) à Montsauche-les-Settons et Gien-sur-Cure
- Étang de la Chevrée (22,07 ha) et domaine des Grands Prés (6,55 ha) à Saint-Agnan
- Tourbière de la Croisette (4,01 ha) à Roussillon-en-Morvan
- Étang Taureau (27,02 ha) et tourbière du Vernay et Pré Guiots (25,05 ha) à Saint-Brisson

## Histoire du site et de la réserve
Par son climat, le massif du Morvan est très favorable à la présence de tourbières. La plupart du temps utilisées autrefois pour le pâturage ou la fauche, elles ont été progressivement abandonnées.

## Écologie (biodiversité, intérêt écopaysager…)
Les douze tourbières incluses dans le périmètre de la réserve naturelle constituent des sites remarquables pour leur intérêt écologique. Par exemple, la tourbière de Champgazon à Montsauche-les-Settons est la seule tourbière bombée du Morvan. Un sentier sur le thème de la palynologie permet de la découvrir. En amont du lac de Saint-Agnan, l’étang de la Chevrée possède un environnement tourbeux très riche. La tourbière de la Croisette à 
Roussillon-en-Morvan a servi autrefois à un usage agricole avant d'être restaurée. L'étang Taureau à Saint-Brisson a servi au flottage de bois et il est entouré de ceintures végétales tourbeuses qu'un sentier de découverte permet de parcourir.

## Administration, plan de gestion, règlement
La gestion du site est assurée par le Parc naturel régional du Morvan.

### Outils et statut juridique
La réserve naturelle a été créée par une délibération du Conseil régional du 13 novembre 2015.